# Catenina

Meccanismo delle catenine, interazioni di proteine strutturali con le giunzioni basate sulle aderenze delle catenine. Il modo esatto attraverso il quale le caderine si legano ai filamenti di actina non è ancora chiaro.

Le catenine sono proteine di cellule animali, coinvolte nei processi di adesione cellulare mediate dalla caderina. Delle quattro catenine note, alfa, beta, gamma e delta, alfa e beta sono stati identificati nel 1985, il suo nome, dal latino catena, si riferisce al suo ruolo di collegamento tra il citoscheletro e caderine.
La catenina alfa può legarsi sia alla catenina beta che all'actina. La beta catenina associata al dominio citoplasmatico di alcune caderine (che è una proteina calcio-dipendente transmembrana coinvolta nell'adesione cellulare).

## Ruolo
La sua funzione è legata alla intima associazione di cellule adiacenti. Ad esempio, i componenti delle giunzioni sono chiamati zonule aderenti. I domini possiedono strutturalmente un'interazione con altre proteine che permettono ai complessi di assumere vari componenti, come le caderine che sono associate con alfa-catenina, che interagisce con la vinculina, alfa-actinina e infine con actina.